# Campeonato Paraense de Futebol de 1955
O Campeonato Paraense de Futebol de 1955 foi a 43.ª edição da principal divisão do futebol do Pará. Organizada pela Federação Paraense de Desportos, a competição contou com a participação de seis clubes, todos sediados na capital Belém. A Tuna Luso sagrou-se campeã, conquistando seu 6º título estadual, enquanto o Paysandu ficou com o vice-campeonato. Estanislau, da Tuna Luso, foi o maior goleador do certame, com 22 gols marcados.

## Participantes
| Equipe      | Cidade | Títulos (mais recente) | Part. |
| ----------- | ------ | ---------------------- | ----- |
| Armazenador | Belém  | 0 (não possui)         | 2     |
| Combatentes | Belém  | 0 (não possui)         | 5     |
| Paysandu    | Belém  | 16 (1947)              | 39    |
| Pinheirense | Belém  | 0 (não possui)         | 1ª    |
| Remo        | Belém  | 19 (1954)              | 39    |
| Tuna Luso   | Belém  | 5 (1951)               | 21    |

## Premiação
| Campeonato Paraense de 1955   |
| Belém                         |
| ----------------------------- |
| Tuna Luso Campeão (6º título) |